# Herrerasaurus
Herrerasaurus ("Herreras ödla" efter den ursprungliga upptäckaren av dess fossil) är ett släkte av köttätande dinosaurier påträffade i Sydamerika. Den levde under Triasperioden, och har beräknats vara 231.4 milj. år gammal, vilket gör det till en av de äldsta dinosaurierna man känner till. Ischisaurus och Frenguellisaurus är vanligt förekommande namn som är synonymer då de baserats på kvarlevor som i nuläget tillskrivs till Herrerasaurus.
I många år visste man väldigt lite om Herrerasaurus och hur den borde klassificeras då den baserats på väldigt inkompletta fynd. 1988 hittades ett nästan komplett skelett och en skalle, vilket möjliggjorde mer utökade studier.

## Beskrivning

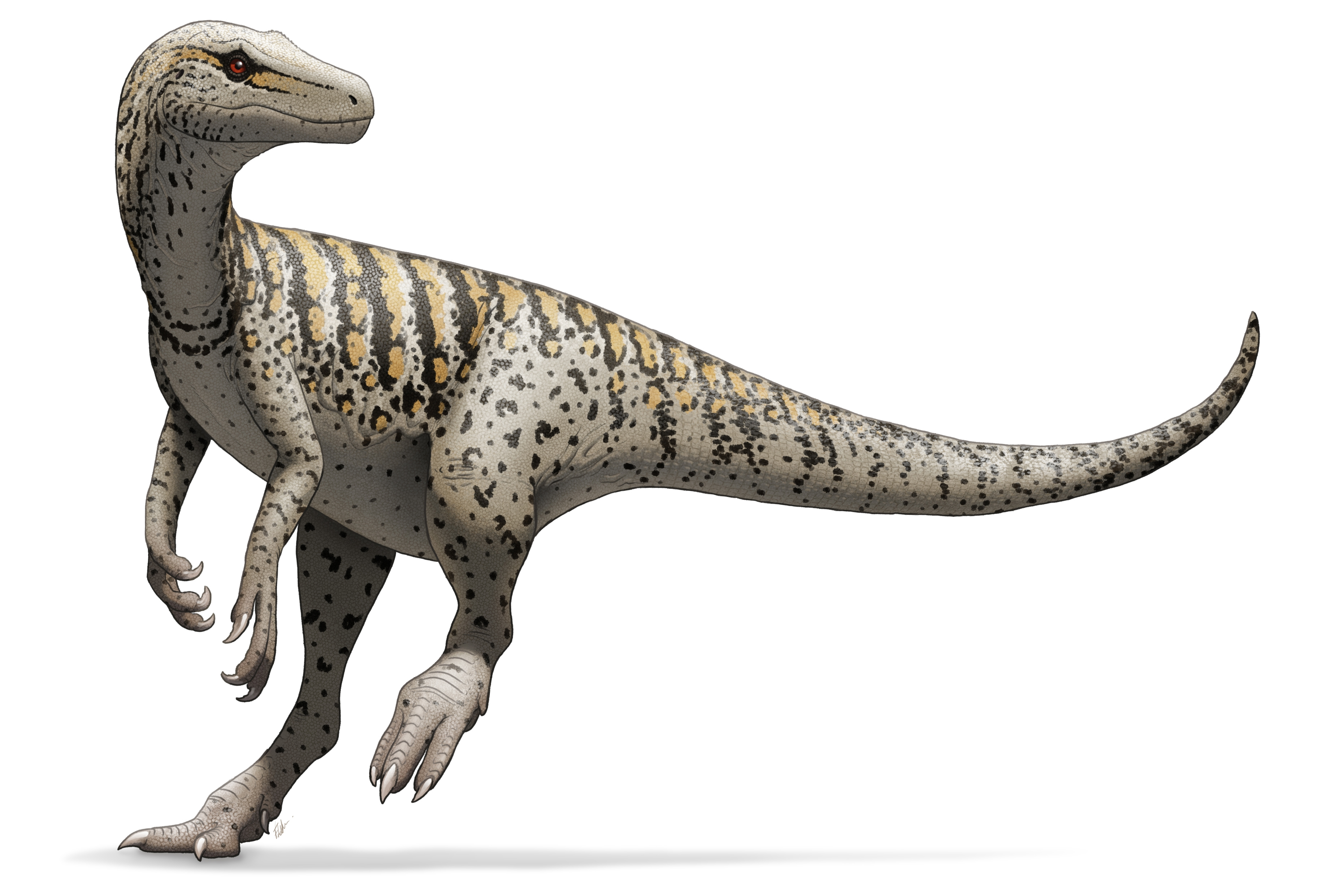
Illustration av Herrerasaurus ischigualastensis.

Herrerasaurus må ha sett ut att vara en typisk theropod, men de senaste studierna tyder på att den och dess släktingar ej ingick i theropoderna. Den var en tidig tvåbent rovdinosaurie med en lång svans och ett relativt litet huvud. Vuxna Herrerasaurus hade skallar med längder på upp mot 56 centimeter och kan ha nått storlekar på upp mot 6 meter, jämförelsevis stort för dinosaurier under Herrerasaurus tid.  

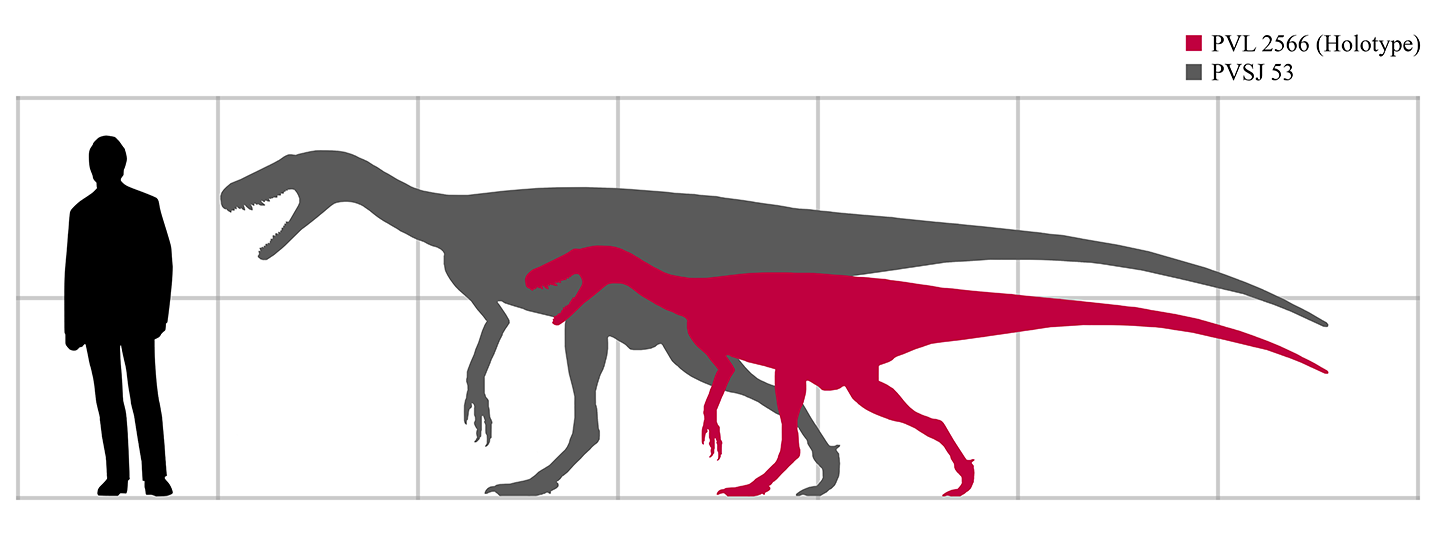
Ett diagram som visar storleken av typexemplaret (rött) och det största kända exemplaret (grått) jämfört med storleken hos en människa.

Herrerasaurus gick helt och hållet på två kraftigt byggda bakben med korta lår och hade jämförelsevis med bakbenen korta framben. De kraftiga bakbenen, kombinerat med långa fötter, tyder på att den troligen kunde springa snabbt. Fötterna hade fem tår, men endast tre av dem bar upp vikt. Armarna var ungefär hälften så långa som benen. Överarmen och underarmen var relativt korta och handen var relativt lång och hade fem fingrar, varav tre var långa och hade klor och två var korta stumpar.
Många av de drag som ses i Herrerasaurus hittas i olika dinosauriegrupper och i vissa fall till och med i archosaurier utöver dinosaurierna. Dess bäcken är format likt det som ses hos theropoderna och sauropodomorpherna, men tarmbenet, det huvudsakliga benet i höften, stöds bara av två korsben, ett primitivt drag. Blygdbenet pekar dock bakåt, ett mer avancerat drag som ses i bland annat avancerade theropoder såsom dromaeosaurider och fåglar. Blygdbenet har även ytterligare drag som liknar mer avancerade theropoder, såsom att dess slut har en stövel-liknande form som hos avetheropoderna.
Skallen hos Herrerasaurus var lång och smal och saknade många av de drag som ses i theropoderna och såg på vissa sätt mer ut som skallen hos mer primitiva archosaurier såsom Euparkeria. Käken hade flexibla leder vilket möjliggjorde att underkäken till viss del kunde glida fram och tillbaka, vilket är ovanligt hos dinosaurier men också kan ses i vissa ödlor.

## Paleobiologi och paleoekologi

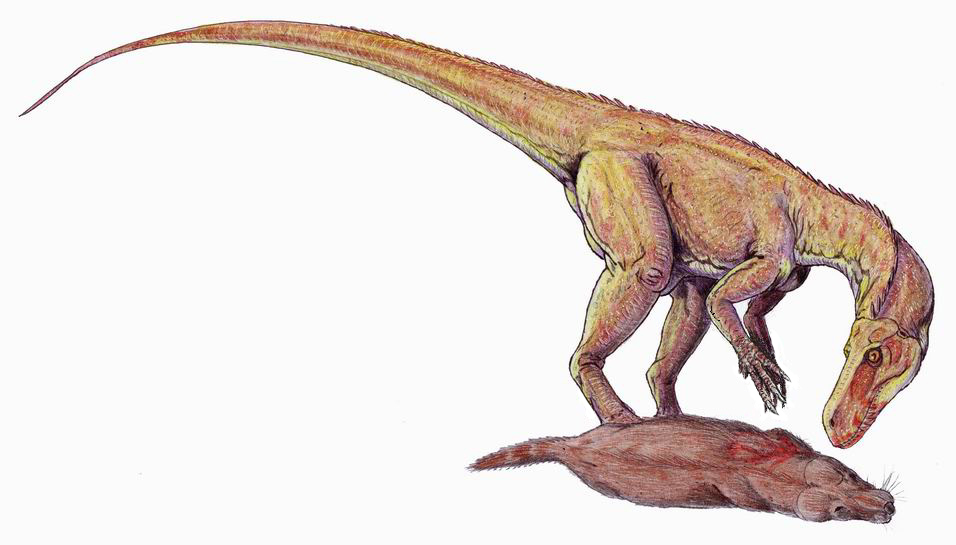
En rekonstruktion av en Herrerasaurus som äter av en liten synapsid.

Man kan tydligt se på dess tänder att Herrerasaurus var ett rovdjur anpassat till att äta kött och dess storlek indikerar att den livnärde sig på små och mediumstora växtätande djur. Dessa kan ha inkluderat andra dinosaurier, såsom Pisanosaurus, men även andra grupper såsom de då vanliga rhynchosaurierna och synapsiderna. Det är möjligt att Herrerasaurus själv utgjorde ett bytesdjur för större rovdjur, exempelvis den gigantiska rauisuchien Saurosuchus, vars bitmärken har hittats på fossil av Herrerasaurus.
Koproliter (fossiliserad avföring) som innehåller små ben men inga rester av växtmaterial har tillskrivits Herrerasaurus baserat på mängden fossil, mineralologiska och kemiska analyser av dessa koproliter tyder på att Herrerasaurus kunde smälta ben.
Jämförelser mellan de skleriska ringarna (små ringar av ben i ögonhålorna) mellan Herrerasaurus och moderna fåglar kan tyda på att den var aktiv under korta tidsperioden under både dagen och natten.
PVSJ 407, ett fossil av Herrerasaurus, har en fördjupning i ett skallben som tros bero på ett bett. Ytterligare två sådana fördjupningar hittas på andra delar av skallen och områdena runt fördjupningarna är svullna vilket tyder på korta och icke-livsfarliga infektioner. Vinkeln och storleken av såren tyder på att skadorna gjordes under en strid med en annan Herrerasaurus.